# Gurubira spectabilis
Gurubira spectabilis là một loài bọ cánh cứng trong họ Cerambycidae.